# Česko na Mistrovství Evropy v atletice 2018
XXIV. Mistrovství Evropy v atletice 2018 v Berlíně ve dnech 6.–12. srpna na Olympijském stadionu se zúčastnilo celkem 50 reprezentantů České republiky. Během šampionátu získali reprezentanti ČR dvě stříbrné medaile (Anežka Drahotová na 20 km chůze a Nikola Orgoníková v hodu oštěpem) a jednu bronzovou medaili (Eva Vrabcová-Nývlová v maratonu). V celkovém medailovém pořadí obsadila Česká republika 21. místo.

## Nominace
Český atletický svaz stanovil kvalifikační kritéria pro účast na tomto mistrovství Evropy. Dne 30. 7. 2018 nominoval celkem 49 atletek a atletů.
Následně byl nominován ještě Jakub Zemaník v běhu na 10 000 metrů. Nemocného oštěpaře Vítězslava Veselého pak nahradil Jaroslav Jílek.
Seznam závodníků startujících na mistrovství Evropy v Berlíně
Muži:
- 100 m – Zdeněk Stromšík, Jan Veleba, Dominik Záleský
- 200 m – Jan Jirka
- 400 m – Michal Desenský, Pavel Maslák, Patrik Šorm
- 800 m – Lukáš Hodboď, Filip Šnejdr
- 1500 m – Jakub Holuša
- 10000 m – Jakub Zemaník
- 400 m př. – Michal Brož, Vít Müller, Martin Tuček
- tyč – Jan Kudlička
- dálka – Radek Juška
- koule – Tomáš Staněk
- oštěp – Petr Frydrych, Jakub Vadlejch, Jaroslav Jílek
- desetiboj – Jan Doležal, Marek Lukáš
- 50 km chůze – Lukáš Gdula
- štafeta 4 × 100 m – Jan Jirka, Jiří Kubeš, Pavel Maslák, Zdeněk Stromšík, Dominik Záleský, Jan Veleba
- štafeta 4 × 400 m – Michal Desenský, Roman Flaška, Pavel Maslák, Vít Müller, Patrik Šorm, Jan Tesař

Ženy
- 100 m – Klára Seidlová
- 200 m – Marcela Pírková
- 400 m – Lada Vondrová, Zdeňka Seidlová, Alena Symerská
- 1500 m – Kristiina Mäki, Diana Mezuliáníková, Simona Vrzalová
- maraton – Eva Vrabcová
- 400 m př. – Zuzana Hejnová
- 3000 m př. – Lucie Sekanová
- výška – Michaela Hrubá, Lada Pejchalová
- tyč – Amálie Švábíková
- koule – Markéta Červenková
- disk – Eliška Staňková
- kladivo – Kateřina Šafránková
- oštěp – Nikola Ogrodníková, Irena Šedivá
- sedmiboj – Kateřina Cachová
- 20 km chůze – Anežka Drahotová
- štafeta 4 × 100 m – Lucie Domská, Marcela Pírková, Klára Seidlová, Jana Slaninová, Barbora Dvořáková

## Výsledky

### 6. 8. 2018
Rozběhy a kvalifikace
Muži:
- 100 m: 1. Martina (Niz.) 10,24, ...14. Stromšík 10,39 - postoupil do semifinále, 25. Veleba 10,52, 31. Záleský (všichni ČR) 10,55 - nepostoupili.
- 400 m př.: 1. Coroler (Fr.) 50,10, ...11. Brož 50,74 - postoupil do semifinále, 16. Müller 51,00, 21. Tuček (všichni ČR) 51,63 - nepostoupili.
- Dálka: 1. Tentóglu (Řec.) 815, ...7. Juška (ČR) 787 - postoupil do finále.
- Koule: 1. Storl (Něm.) 20,63...11. Staněk (ČR) 19,77 - postoupil do finále.

Ženy:
- 100 m: 1. Kwayieová (Něm.) 11,30, ...15. K. Seidlová (ČR) 11,63 - nepostoupila.[2]

### 7. 8. 2018
Finále: 
Muži: 
- 50 km chůze: 1. Zakalnickyj (Ukr.) 3:46:32, ...21. Gdula (ČR) 4:05:44.
- 10.000 m: 1. Amdouni (Francie) 28:11,22 ...Zemaník (ČR) nedokončil
- Koule: 1. Haratyk 21,72,... 4. Staněk (ČR) 21,16.

Rozběhy a kvalifikace: 
Muži: 
- 400 m: 1. J. Borlée (Belg.) 45,19, ...9. Maslák 45,83 - postoupil do semifinále, 18. Šorm 46,52, 21. Desenský (všichni ČR) 46,68 - nepostoupili.
- 100 m - semifinále: 1. Vicaut (Fr.) 9,97, ...17. Stromšík (ČR) 10,37.
- 400 m př. - semifinále: 1. Warholm (Nor.) 48,67, ...19. Brož (ČR) 50,31.

Ženy:
- Koule: 1. Schwanitzová (Něm.) 18,83, ...17. Červenková (ČR) 16,62 - nepostoupila
- Tyč: 1. Stefanidiová (Řec.) 455, ...10. Švábíková (ČR) 445 - postoupila do finále.

### 8. 8. 2018
Finále: 
Muži: 
- Dálka: 1. Tentóglu (Řecko) 825 ...12. Juška (ČR) 773.
- Desetiboj: 1. Abele (Něm.) 8431,... 8. Doležal 8067, ...14. Lukáš (oba ČR) 7683.

Rozběhy a kvalifikace: 
Muži: 
- Oštěp 1. Vetter (Něm.) 87,39, ...10. Vadlejch 80,28, 12. Frydrych 79,74 - postoupili do finále, 19. Jílek (všichni ČR) 75,83 - nepostoupil.
- 200 m - rozběhy: 1. Desalu (It.) 20,39, ...21. Jirka (ČR) 21,15 - nepostoupil.
- 1500 m - rozběhy: 1. Wightman (Brit.) 3:40,73, ...24.Holuša (ČR) 3:49,82 - nepostoupil.
- 400 m - semifinále: 1. Hudson-Smith ((Brit.) 44,76, ...16. Maslák (ČR) 45,59 nepostoupil.

Ženy:
- 400 m - rozběhy: 1. Nielsenová (Brit.) 51,67, ...24. Vondrová 53,21, 25. Symerská 53,25, 28. Z. Seidlová (všechny ČR) 53,38 - nepostoupily.

- 400 m př. - semifinále: 1. Ryžykovová (Ukr.) 54,82, ...13. Hejnová (ČR) 56,03 - nepostoupila.
- Výška - kvalifikace: 12. Hrubá 186 - postoupila, 18. Pejchalová (obě ČR) 181 - nepostoupila.

### 9. 8. 2018
Rozběhy a kvalifikace: 
Muži: 
- 800 m - rozběhy: 1. Kszczot (Pol.) 1:46,31, ...5. Hodboď 1:46,50 - postoupil do semifinále, 26. Šnejdr (oba ČR) 1:48,70 - nepostoupil.

Ženy
- Disk: 1. Perkovičová (Chorv.) 64,54, ...9. Staňková (ČR) 57,81 - postoupila do finále.[7]

Finále: 
Muži: 
- Oštěp: 1. Röhler 89,47 ...8. Vadlejch 80,64, 12. Frydrych (oba ČR) 72,79.

Ženy
- Tyč: 1. Stefanídiová 485 ...9. Švábíková (ČR) 430.[8]

### 10. 8. 2018
Rozběhy a kvalifikace: 
Muži:
- 4 × 400 m - rozběhy: 1. Británie..... 3. ČR (Šorm, Desenský, Müller, Maslák) 3:02,52 - český rekord
- Tyč: 1. R. Lavillenie, Chapelle (oba Fr.) ...25. Kudlička (ČR) 536 - nepostoupil.
- 800 m - semifinále: 1. Kszczot (Pol.) 1:46,11, ...8. Hodboď (ČR) 1:46,57 - postoupil do finále.

Ženy: 
- 200 m - rozběhy: 1. Müllerová (Něm.) 23,06, ...15. Pírková (ČR) 23,72 - nepostoupila.
- 1500 m - rozběhy: 1. Ennaouiová (Pol.) 4:08,60, ...5. Vrzalová 4:09,11, 10. Mezuliáníková 4:09,98 - postoupily do finále, 14. Mäki (všechny ČR) 4:10,35 - nepostoupila.
- 3000 m př. - rozběhy: 1. Schlumpfová (Švýc.) 9:32,32, ...25. Sekanová (ČR) 9:50,38 - nepostoupila.
- Kladivo: 1. Wlodarczyková (Pol.) 75,10, ...22. Šafránková (ČR) 64,85 - nepostoupila. [9]

Finále: 
Ženy: 
- Výška: 1. Lasickeneová (Rus.) 200... 6. Hrubá (ČR) 191.
- Oštěp: 1. Hussongová (Něm.) 67,90, 2. Ogrodníková (ČR) 61,85, 3. Jasiunaiteová (Lit.) 61,59, 4. Ratejová (Slovin.) 61,41, 5. Chaladovičová (Běl.) 60,92, 6. Alaisová (Fr.) 60,01, 7. Šedivá (ČR) 59,76.
- Sedmiboj: 1. Thiamová (Belg.) 6816.... 6. Cachová (ČR) 6400 (13,29 - 185 - 12,71 - 24,25 - 636 - 44,64 - 2:14,91).[10]

### 11. 8. 2018
Finále: 
Muži:
- 800 m: 1. Kszczot (Pol.) 1:44,59...8. Hodboď (ČR) 1:46,60.
- 4 × 400 m: 1. Belgie.... 7. ČR (Tesař, Maslák, Šorm, Šnejdr) 3:03,00.

Ženy: 
- Disk: 1. Perkovičová (Chorv.) ...12. Staňková (ČR) 57,04.
- 20 km chůze: 1. Pérezová (Šp.) 1:26:36, 2. Drahotová (ČR) 1:27:03 [11]

### 12. 8. 2018
Finále: 
Muži:
- 4 × 100 m: 1. Británie ...ČR (Stromšík, Veleba, Jirka, Maslák) nenastoupila do finále (v rozběhu 38,94).

Ženy
- 1500 m: 1. Muirová (Brit.) 4:02,32... 5. Vrzalová (ČR) 4:06,47, 6. Penová (Portug.) 4:06.54, ...10. Mezuliáníková (ČR) 4:07,82.
- Maraton: 1. Mazuronaková (Běl.) 2:26:22, 2. Calvinová (Fr.) 2:26:28, 3. Vrabcová Nývltová (ČR) 2:26:31 - český rekord,
- 4 × 100 m: 1. Británie ...v rozběhu 12. ČR (Domská, Pírková, Slaninová, K. Seidlová) 44,12.